# Guglielmo Tocco
Guglielmo Tocco (c. 1280-Nápoles, 23 de septiembre de 1335) fue el gobernador de la isla griega de Corfú en los años 1330 y el fundador de la dinastía Tocco.

## Biografía
Guglielmo Tocco nació alrededor de 1280 y era hijo de Pietro Tocco, un notario de Melfi, y probablemente su primera esposa, Covella Capece o Giovanna d'Aversana. Fieles partidarios de los monarcas angevinos, la familia ganó influencia en el Reino de Nápoles.
El 10 de agosto de 1322, Guglielmo recibió de Felipe de Anjou, príncipe de Tarento, 60 «moggi» de tierras en el territorio de Ottaviano en la ciudad metropolitana de Nápoles, Campania. El privilegio fue confirmado por Roberto de Anjou, rey de Nápoles, el 21 de noviembre de 1322. La donación fue confirmada en 1232, 1234 y 1347.
El 13 de agosto de 1294, Carlos II de Anjou transfirió a su hijo Felipe I la soberanía sobre Acaya, el Ducado de Atenas y el Reino de Albania, los derechos y reclamaciones angevinas sobre Tesalia y Rumania, las posesiones de Corfú y Butrinto con un interés anual de «seis túnicas de terciopelo». Felipe no aceptó el título de rey de Albania. Simplemente se declaró «déspota de Rumania y señor del Reino de Albania». En mayo de 1323, ante la amenaza de un inminente ataque a Corfú por parte del déspota de Epiro, Felipe I y su hermano Juan decidieron coordinar sus acciones y el 19 de mayo firmaron un acuerdo para una expedición a Epiro, Acaya y el golfo de Corinto. Mientras Felipe I estaba negociando con los aragoneses en enero de 1327, su hijo Felipe comenzó los preparativos para una expedición a Epiro, prolongada por un ataque epirota en Corfú y Naupacto. Sin embargo, la muerte del joven Felipe en mayo de 1330 frustró cualquier empresa. La segunda expedición en 1330 al mando del yerno de Felipe I, Gualterio VI de Brienne fue un fracaso y sólo resultó en la ocupación de la isla Jónica de Léucade y la fortaleza de Vonitsa. En 1330 o 1331 Guglielmo es mencionado como gobernador y Magister Massarius (administrador de la propiedad) de Corfú en nombre de la casa de Anjou. La administración fue plenamente confirmada por un acto de Roberto de Anjou, príncipe de Tarento, fechado el 12 de enero de 1345 en Nápoles, a petición de los hijos de Guglielmo, Ludovico, Pietro y Leonardo.
Guglielmo murió en Nápoles el 23 de septiembre de 1335 y sus restos reposan en la Capilla Tocco de la Catedral de Nápoles (a la derecha del ábside), dedicada a san Asprenato.

## Descendencia
Se casó dos veces. Por su primer matrimonio con Giovanna Torelli tuvo un hijo, Pietro Tocco, senescal de Roberto de Tarento y conde de Martina. Por su segundo matrimonio, con Margarita Orsini, la hija de Juan I Orsini, conde palatino de Cefalonia, tuvo cuatro hijos:
- Leonardo I Tocco (fallecido en 1375/1377), que se convirtió en conde palatino de Cefalonia y Zacinto en 1357, comenzando la línea Tocco que gobernó sobre las Islas Jónicas y finalmente Epiro.[5]
- Nicoletto Tocco (fallecido en 1347/1354), que se convirtió en monje.
- Lisulo o Ludovico Tocco (fallecido en 1360), senescal de Roberto de Tarento en 1354.
- Margarita Tocco, que se convirtió en una monja en Nápoles.[6]